# Wiktor Biłokopytny
Wiktor Jurijowycz Biłokopytny (ur. 18 lutego 1979) – ukraiński zapaśnik startujący w stylu wolnym. Zajął piąte miejsce na mistrzostwach świata w 2005, a także na mistrzostwach Europy w 1999. Wojskowy wicemistrz świata w 2001 i trzeci w 2008. Trzeci w Pucharze Świata w 2003 i piąty w 2005. Trzeci na MŚ juniorów w 1998 roku.